# Dương Khiết Trì
Dương Khiết Trì (sinh ngày 1 tháng 5 năm 1950) là chính trị gia và nhà ngoại giao cao cấp người Trung Quốc. Ông hiện là Ủy viên Bộ Chính trị, Chủ nhiệm Văn phòng Ủy ban Công tác Ngoại sự Trung ương Đảng Cộng sản Trung Quốc. Ông được coi là một trong những kiến trúc sư đương đại hàng đầu của chính sách đối ngoại Trung Quốc. Dương Khiết Trì giữ chức Đại sứ Trung Quốc tại Hoa Kỳ từ năm 2001 đến năm 2005. Ông là Bộ trưởng Bộ Ngoại giao từ năm 2007 đến năm 2013. Năm 2013, ông được bầu làm Ủy viên Quốc vụ đặc trách đối ngoại và vấn đề Đài Loan.

## Thân thế và giáo dục
Dương Khiết Trì sinh ngày 1 tháng 5 năm 1950 tại Thượng Hải. Ông tốt nghiệp Trường Ngoại ngữ Thượng Hải và theo học Đại học Bath và Trường Kinh tế và Khoa học Chính trị Luân Đôn từ năm 1973 đến năm 1975. Ông nhận được học vị Tiến sĩ lịch sử từ Đại học Nam Kinh.

## Sự nghiệp
- 1975–1983, Cán bộ và Bí thư thứ hai, Vụ Biên phiên dịch, Bộ Ngoại giao.

- 1983–1987, Bí thư thứ hai, Bí thư thứ nhất, Tham tán, Đại sứ quán Trung Quốc tại Hoa Kỳ.
- 1987–1990, Cố vấn, Chánh Văn phòng, Sở Biên phiên dịch, Bộ Ngoại giao.
- 1990–1993, Cố vấn, Chánh Văn phòng, Phó Vụ trưởng, Vụ Bắc Mỹ và châu Đại dương, Bộ Ngoại giao.
- 1993–1995, Cán bộ tại Đại sứ quán Trung Quốc tại Hoa Kỳ.
- 1995–1998, Trợ lý Bộ trưởng Bộ Ngoại giao.
- 1998–2001, Thứ trưởng Bộ Ngoại giao chịu trách nhiệm về Mỹ Latinh, Hồng Kông, Ma Cao, và Đài Loan.
- 2001–2005, Đại sứ đặc mệnh toàn quyền Trung Quốc tại Hoa Kỳ.
- 2005–2007, Phó Bí thư Đảng ủy Bộ Ngoại giao, Thứ trưởng Bộ Ngoại giao.

Tháng 4 năm 2007, Dương Khiết Trì được bổ nhiệm làm Bộ trưởng Bộ Ngoại giao thứ mười Cộng hòa Nhân dân Trung Hoa, thay thế Lý Triệu Tinh, người giữ chức Ngoại trưởng Trung Quốc từ năm 2003.
Tháng 3 năm 2013, tại hội nghị lần thứ nhất của Đại hội Đại biểu Nhân dân toàn quốc khóa XII, Dương Khiết Trì được bầu làm Ủy viên Quốc vụ.
Dương Khiết Trì là Ủy viên Ủy ban Trung ương Đảng Cộng sản Trung Quốc khóa XVII, khóa XVIII, khóa XIX. Ông cũng là Ủy viên dự khuyết Ủy ban Trung ương khóa XVI. Tháng 10 năm 2017, tại Đại hội Đảng Cộng sản Trung Quốc lần thứ XIX, Dương Khiết Trì đắc cử Ủy viên Bộ Chính trị.
Ông đã kết hôn và có một con gái.